# مطار البسيط
مطار الباسيتي (بالإنجليزية: Albacete Airport)‏ هو مطار يقع في البسيط، إسبانيا.